# 안네 프랑크의 집

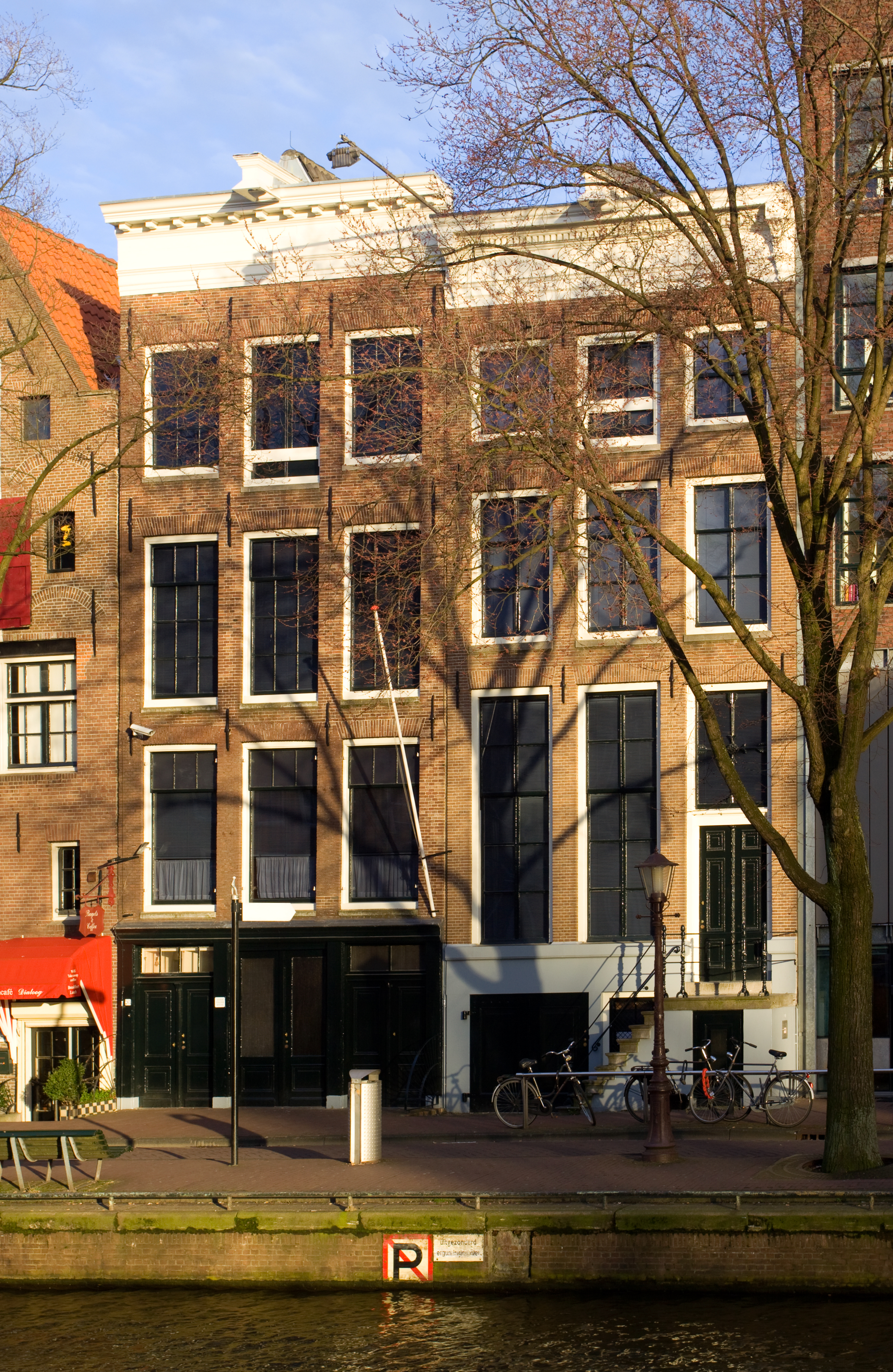
2008년 프린센그라흐트 운하의 옛 오펙타 건물의 운하 측면 파사드. 비밀의 별관(아크테후이스)은 뒤에 밀폐된 안뜰에 있다.

안네 프랑크의 집(네덜란드어: Anne Frankhuis)은 네덜란드 암스테르담에 있는 박물관으로, 1942년부터 1944년까지 유대인이었던 안네 프랑크가 숨어 살았던 집이다. 안네가 있었던 다락방 및 안네의 일기, 사진 등이 그대로 보존되어 있다. 안네 프랑크 재단이 관리 운영을 실시하고 있다. 나치 정권의 학살에 관한 잔혹한 자료와 사진 등을 전시하고 있는 자료관도 있다.

## 역사
독일의 프랑크푸르트암마인의 유복한 독일계 유태인 일가의 둘째 딸로서 태어난 안네 프랑크는, 나치에 의한 유태인 박해를 피해 일가와 함께 네덜란드로 이주했다. 당분간은 비교적 안온한 날들이 계속되었지만, 1940년 5월 10일, 중립을 선언하고 있던 네덜란드에 독일군이 침공해 왔다. 4일 후인 14일에는 전역을 점령해, 네덜란드 내에서는 유태인에 대한 압력이 강해져 갔다. 그 때까지 몬테소리 스쿨에서 평범한 소녀로서 보내 온 안네도, 일반의 학생과 갈라 놓아져 1941년의 여름부터는 언니인 마르고트와 같이 유태인 학급으로의 편입을 강요당하는 등, 점차 자유가 제한되어 갔다.
유태인 사냥이 빈번히 행해지기 시작해 위기적 상황이 현저해지면서, 프랑크 일가는 은밀하게 안전한 장소에 이주할 준비에 착수했다. 1942년 7월 5일, 마르고에 노동 캠프에서의 소집 영장이 닿은 것을 계기로, 다음 6일에는 오토의 직장 사무소의 3층과 4층을 은둔지로 한 농성 생활을 시작한다. 그리고 동료 팬 페르스 부부와 아들 페터, 치과의사인 뒤셀이 더해져, 이 공동체는 최종적으로 8명이 되었다.
1944년, 이 은둔지가 게슈타포(나치의 비밀경찰)에 발견되어 안네 프랑크는 유대인 강제수용소에 보내져 버린다. 약 2년간 계속 된 집에서의 생활은 마지막을 고했다.

## 박물관
이 건물이 지어진 것은 1635년이다. 1960년에 안네 프랑크의 집으로 개관해 박물관으로 운영되기 시잓했다. 현재는 안네 프랑크 재단의 소유가 되어 있다.이 재단은, 안네 프랑크를 덮친 불행한 유태인 박해를 교훈으로 유태인 뿐만 아니라 인종차별을 반대하는 활동을 실시하고 있다.
외장의 1, 2층 부분은 개선되어 당시의 모습은 없지만, 내부는 당시의 생활이 그대로 보존되어 있다. 은둔지(뒤편의 건물)에 통하는 입구를 숨긴 회전식의 책장, 안네의 일기를 쓴 지붕 밑의 방도 있어, 전쟁의 비참함이 그대로 전해져 온다. 연간 약 100만명이 방문한다.

## 관람 안내
개관 시간
- 1월 1일~3월 14일：9:00~19:00(1월 1일은 12:00~19:00)
- 3월 15일~6월 30일：9:00~21:00(5월 4일은 9:00~19:00)
- 7월 1일~8월 31일：9:00~22:00
- 9월 1일~9월 14일：9:00~21:00
- 9월 15일~12월 30일：9:00~19:00(12월 31일은 9:00~17:00)

※입관은 폐관 30분전까지.
휴관일
- 10월 9일

관람료
- €7.5